# Jean Faci
Pour les articles homonymes, voir Faci.

Jean Faci ou Fassi (en latin, Johannes Facius) est un carme français du XVe siècle, prieur général de son Ordre, puis évêque de Riez.

## Biographie

### Le prieur général
Originaire d'Avignon, Jean Faci était à la tête de la province carmélitaine de Provence, lorsqu'il a été élu général de l'Ordre, le 16 mars 1434, dans des circonstances un peu particulières. Le prieur général précédent, Jean Le Gros, avait démissionné en 1430, sur un constat d'échec. Recherche des grades académiques et des titres ecclésiastiques, infractions multiples au  vœu de pauvreté, absentéisme à l'office divin : les carmes se trouvaient alors, comme d'autres Ordres mendiants, menacés par la décadence. 
C'est dans ce pénible contexte que s'ouvre à Nantes, le 3 juin 1430, le chapitre général. À l'issue de celui-ci, deux généraux sont élus, et ce au mépris des constitutions de l'Ordre et du droit canonique. Pour mettre un terme aux contestations, le pape Eugène IV nomme l'un des deux élus, Barthélemy de Roquali, évêque de Marseille, le 2 septembre 1433, avant de désigner vicaire général de l'Ordre, Natale Bencesi de Venise, dans l'attente d'un autre chapitre électif : précisément celui qui portera Jean Faci au pouvoir, à la Pentecôte 1434. Par ailleurs, les carmes avaient pris la décision, au chapitre de Nantes, de demander au Saint-Siège une mitigation de la Règle, et rédigé à cet effet une supplique, datée du 15 février 1432. L'approbation d'Eugène IV parviendra, en 1435, à travers la Bulle Romani Pontificis. Réduction drastique des jours d'abstinence alimentaire et des temps de méditation en cellule, cet assouplissement des normes de vie allait évidemment dans le sens d'un certain relâchement. C'est pourquoi il rencontrera la résistance de quelques couvents italiens, attachés à la stricte observance, lesquels obtiendront une relative autonomie au sein de l'Ordre, grâce à la Bulle Fama Laudabilis, le 3 septembre 1442. Ainsi sera créée la Congrégation de Mantoue. 
À la même époque, Jean Faci tient trois chapitres généraux : à Este (Émilie) en 1440, à Chalon-sur-Saône en 1444, et à Rome en 1449. Un an plus tard, il renonce à sa charge au bénéfice d'un siège épiscopal. Le chapitre général de 1451 lui donnera Jean Soreth pour successeur.

### L'évêque de Riez
En 1450, le pape Nicolas V a imposé Jean Faci à la tête de l'évêché de Riez. Le 16 mars, lorsqu'il a été préconisé pour cette charge, la carme se trouvait encore à Rome, où il a payé 800 florins d'or à la chambre apostolique pour sa promotion. Une fois ordonné évêque, il quitte la Ville éternelle pour son diocèse. Arrivé sur place, il découvre que le chapitre des chanoines de la cathédrale a élu quelqu'un d'autre à sa place : Nicolas d'Augeroles qui, fort de l'appui du pouvoir séculier, le chasse de la ville. Jean excommunie aussitôt le chapitre et ses partisans, tandis que le pape fulmine une Bulle, datée du 13 janvier 1451, dans laquelle il menace de peines ecclésiastiques tout opposant à l'évêque choisi par Rome. Ce document pontifical obtient aussitôt l'effet escompté, et Jean entre en possession du siège épiscopal, qu'il occupera durant treize ans. Il décédera en 1463 (avant le 3 mars), et sera enseveli devant le maître-autel de l'église des carmes d'Avignon, sa cité natale. Devenu évêque, il n'avait pas oublié son ordre, puisqu'il avait fondé un couvent carmélitain à Saint-André-du-Désert, dans le territoire de Trévans.